# Sant'Orsola (Roma)

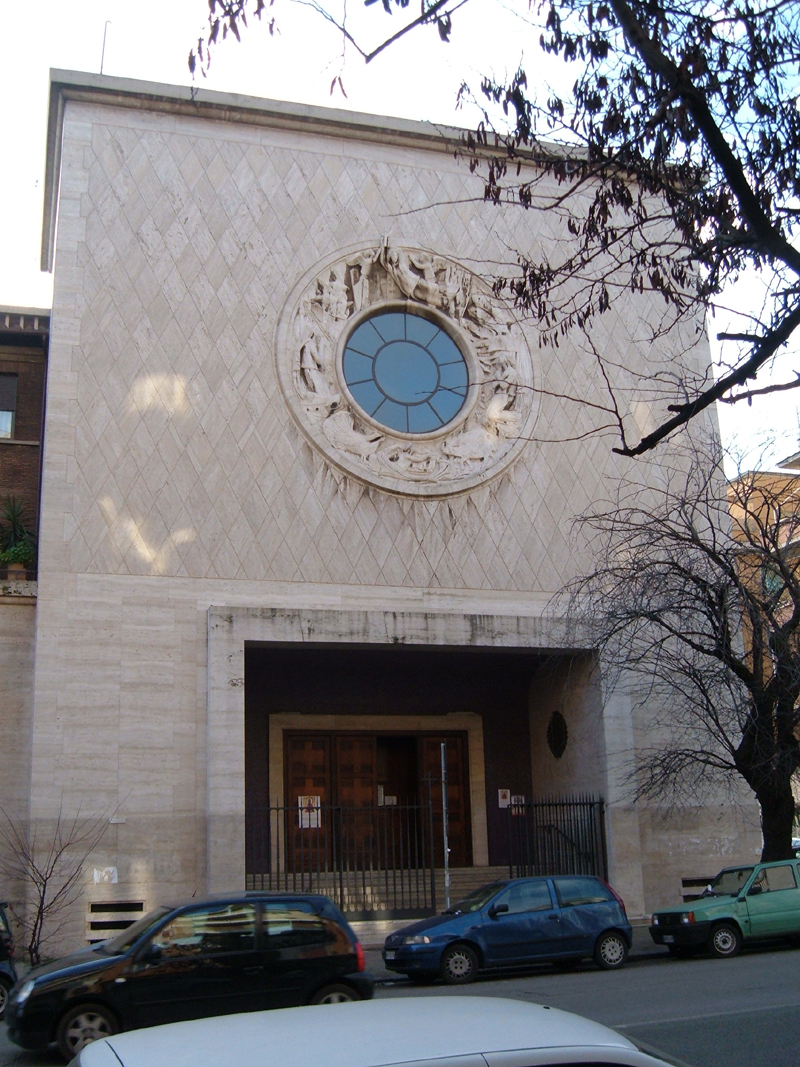
Vista da fachada.

Sant’Orsola delle Orsoline é uma igreja de Roma localizada na Via Livorno, 39, no quartiere Nomentano. É dedicada a Santa Úrsula.

## História
Esta igreja fica anexa ao Istituto Scolastico Sant'Orsola, uma escola secular localizada na Via Livorno. Ursulinas de São Carlos é o nome de uma congregação dedicada ao ensino na família das ursulinas de irmãs religiosas fundadas por Santa Ângela Merici. Esta em particular foi fundada por São Carlos Borromeo em Milão em 1584. O convento romano foi construído em 1936 pelo famoso arquiteto fascista Mario Loreti e incluía uma escola para meninas.
Porém, no final do século XX, as irmãs sofreram com a queda no número de vocações, um efeito compartilhado por todas as congregações de vida consagrada na Itália. O resultado foi que elas venderam a escola em 1999, que está atualmente sob administração secular com o nome de Istituto Sant'Orsolina. Em 2017, a Diocese de Roma não lista mais o convento e nem indica a presença da congregação em Roma. 
A capela é subsidiária de Santa Francesca Cabrini, mas, apesar de aberta à visitação, não se realizam no local missas públicas.

## Descrição
A fachada retangular em calcário branco revela uma influência românica. Ela se abre num portal retangular sem nenhum tipo de cobertura, mas com uma moldura simples em destaque. No interior do portal está um par de portas às quais se chega através de um lance de escadas e que estão envoltas por sua própria moldura de pedra.
Acima do portal está uma grande janela redonda circundada, de forma bem pouco usual, por uma escultura em relevo figurativa da largura da moldura. Ela representa anjos com vários símbolos cristãos: peixes, cordeiros, pavões e pombas. Sobre a entrada, a superfície do trabalho em pedra tinha um padrão losangular. A linha do teto horizontal apresenta uma cornija mais projetada.
O interior se apresenta com três naves separadas por colunas. No presbitério estão três janelas: a central está decorada com uma imagem da Virgem Maria e as laterais, com anjos em adoração. Nas paredes laterais, quatro painéis de madeira em intársia representando os santos.